# Kawasaki ZX-10
La Kawasaki ZX-10 (chiamata anche ZX-10 Tomcat) è una motocicletta prodotta dalla casa motociclistica giapponese Kawasaki dal 1988 al 1990.

## Descrizione
È stata la prima Kawasaki stradale a montare un impianto frenante costituito all'avantreno da un doppio disco flottante da 310 mm.
All'esordio avvenuto nel 1988, grazie alla sua velocità massima di circa 165 miglia orarie (266 km/h), era una delle motocicletta di produzione in serie omologate ad uso stradale più veloci.
La ZX-10 ha sostituito la GPZ 1000RX come moto super sportiva di punta della gamma Kawasaki.
Il motore ha la stessa cilindrata della 1000RX, ma è dotata di nuovi carburatori da 36 mm e delle valvole più grandi con un grado angolare un'inclinazione più stretto. Inoltre, il rapporto di compressione è stato portato a 11,0:1 e sono stati utilizzati pistoni più leggeri. La moto è stata la prima ad adottare un telaio del tipo perimetrale in alluminio di Kawasaki.